# Campionat del Món d'atletisme de 2009 - 5.000 metres masculins
Els 5.000 metres masculins al Campionat del Món d'atletisme de 2009 van tenir lloc a l'Estadi Olímpic de Berlín els dies 20 i 23 d'agost.

## Medallistes
| Or                        | Argent                       | Bronze                       |
| Kenenisa Bekele · Etiòpia | Bernard Lagat · Estats Units | James Kwalia C'Kurui · Qatar |

## Rècords
| Rècord del Món         | Kenenisa Bekele (ETH)           | 12:37.35 | Hengelo, Països Baixos | 31 de maig de 2004   |
| Rècord del Campionat   | Eliud Kipchoge (KEN)            | 12:52.79 | París, França          | 31 d'agost de 2003   |
| Marca mundial de l'any | Kenenisa Bekele (ETH)           | 12:56.23 | Roma, Itàlia           | 10 de juliol de 2009 |
| Rècord d'Àfrica        | Kenenisa Bekele (ETH)           | 12:37.35 | Hengelo, Països Baixos | 31 de maig de 2004   |
| Rècord d'Àsia          | Saif Saaeed Shaheen (QAT)       | 12:51.98 | Roma, Itàlia           | 14 de juliol de 2006 |
| Rècord de Nord-amèrica | Bob Kennedy (USA)               | 12:58.21 | Zúric, Suïssa          | 14 d'agost de 1996   |
| Rècord de Sud-amèrica  | Marílson Gomes dos Santos (BRA) | 13:19.43 | Kassel, Alemanya       | 8 June 2006          |
| Rècord d'Europa        | Mohammed Mourhit (BEL)          | 12:49.71 | Brussel·les, Bèlgica   | 25 d'agost de 2000   |
| Rècord d'Oceania       | Craig Mottram (AUS)             | 12:55.76 | Londres, Regne Unit    | 30 de juliol de 2004 |

## Mínimes per classificar-se
| Mínima A | Mínima B |
| -------- | -------- |
| 13:20.00 | 13:29.00 |

## Programa
| Data               | Hora  | Ronda  |
| ------------------ | ----- | ------ |
| 20 d'agost de 2009 | 18:55 | Sèries |
| 23 d'agost de 2009 | 16:25 | Final  |

## Resultats

### Sèries
Els 5 primers de cada sèrie (Q) i els 5 millors temps (q) es classificaven per a la final.
| Pos. | Sèrie | Atleta                  | Nacionalitat   | Temps    | Notes |
| ---- | ----- | ----------------------- | -------------- | -------- | ----- |
| 1    | 1     | Kenenisa Bekele         | Etiòpia        | 13:19.77 | Q     |
| 2    | 1     | Matt Tegenkamp          | Estats Units   | 13:19.87 | Q     |
| 3    | 1     | Mohammed Farah          | Regne Unit     | 13:19.94 | Q     |
| 4    | 1     | Vincent Kiprop Chepkok  | Kenya          | 13:20.24 | Q     |
| 5    | 1     | Jesús España            | Espanya        | 13:20.40 | Q     |
| 6    | 1     | Chris Solinsky          | Estats Units   | 13:20.64 | q     |
| 7    | 1     | Joseph Ebuya            | Kenya          | 13:22.41 | q     |
| 8    | 1     | Anis Selmouni           | Marroc         | 13:22.95 | q     |
| 9    | 2     | Moses Ndiema Kipsiro    | Uganda         | 13:22.98 | Q, SB |
| 10   | 2     | Eliud Kipchoge          | Kenya          | 13:23.34 | Q     |
| 11   | 1     | Teklemariam Medhin      | Eritrea        | 13:23.48 | q     |
| 12   | 1     | Collis Birmingham       | Austràlia      | 13:23.48 | q     |
| 13   | 2     | James Kwalia C'Kurui    | Qatar          | 13:23.57 | Q     |
| 14   | 2     | Bernard Lagat           | Estats Units   | 13:23.73 | Q     |
| 15   | 2     | Chakir Boujattaoui      | Marroc         | 13:23.83 | Q     |
| 16   | 2     | Bekana Daba             | Etiòpia        | 13:23.86 |       |
| 17   | 1     | Saif Saaeed Shaheen     | Qatar          | 13:26.35 |       |
| 18   | 2     | Samuel Tsegay           | Eritrea        | 13:26.78 |       |
| 19   | 1     | Geofrey Kusuro          | Uganda         | 13:28.48 | SB    |
| 20   | 2     | Morhad Amdouni          | França         | 13:29.64 |       |
| 21   | 2     | Kidane Tadasse          | Eritrea        | 13:30.85 |       |
| 22   | 2     | Alemayehu Bezabeh       | Espanya        | 13:33.52 |       |
| 23   | 1     | Ali Abdosh              | Etiòpia        | 13:36.52 | q     |
| 24   | 1     | Daniele Meucci          | Itàlia         | 13:37.79 |       |
| 25   | 2     | Evan Jager              | Estats Units   | 13:39.80 |       |
| 26   | 2     | Hussain Jamaan Alhamdah | Aràbia Saudita | 13:44.59 |       |
| 27   | 2     | Alistair Cragg          | Irlanda        | 13:46.34 |       |
| 28   | 2     | Arne Gabius             | Alemanya       | 13:49.13 |       |
| 29   | 2     | Moses Kibet             | Uganda         | 13:52.38 |       |
| 30   | 2     | Sergio Sánchez          | Espanya        | 13:53.51 |       |
| 31   | 2     | Marco Joseph            | Tanzània       | 13:53.67 |       |
| 32   | 2     | Tonny Wamulwa           | Zàmbia         | 14:01.67 | SB    |
| 33   | 1     | Etienne Bizimana        | Burundi        | 14:06.02 | PB    |
| 34   | 1     | Yuichiro Ueno           | Japó           | 14:30.76 |       |
| 35   | 2     | Mohamed Ali Mohamed     | Somàlia        | 14:34.62 | PB    |
| 36   | 2     | Omar Abusaid            | Palestina      | 15:14.88 | PB    |
|      | 1     | Byron Piedra            | Equador        |          | DNF   |
|      | 1     | Juan Luis Barrios       | Mèxic          |          | DNS   |
|      | 1     | Fabiano Joseph Naasi    | Tanzània       |          | DNS   |

AR Rècord del continent | CR Rècord del campionat | NR Rècord nacional | OR Rècord olímpic | PB/PR Millor marca personal/Rècord personal 
 SB Millor marca personal de la temporada | WL Millor marca mundial de l'any | WR Rècord del món

## Final
| Pos.              | Atleta                 | Nacionalitat | Temps    | Notes |
| ----------------- | ---------------------- | ------------ | -------- | ----- |
| Medalla d'or      | Kenenisa Bekele        | Etiòpia      | 13:17.09 |       |
| Medalla de plata  | Bernard Lagat          | Estats Units | 13:17.33 |       |
| Medalla de bronze | James Kwalia C'Kurui   | Qatar        | 13:17.78 |       |
| 4                 | Moses Ndiema Kipsiro   | Uganda       | 13:18.11 | SB    |
| 5                 | Eliud Kipchoge         | Kenya        | 13:18.95 |       |
| 6                 | Ali Abdosh             | Etiòpia      | 13:19.11 |       |
| 7                 | Mohammed Farah         | Regne Unit   | 13:19.69 |       |
| 8                 | Matthew Tegenkamp      | Estats Units | 13:20.23 |       |
| 9                 | Vincent Kiprop Chepkok | Kenya        | 13:21.31 |       |
| 10                | Jesús España           | Espanya      | 13:22.07 |       |
| 11                | Chakir Boujattaoui     | Marroc       | 13:23.05 |       |
| 12                | Chris Solinsky         | Estats Units | 13:25.87 |       |
| 13                | Joseph Ebuya           | Kenya        | 13:39.59 |       |
| 14                | Anis Selmouni          | Marroc       | 13:44.59 |       |
| 15                | Teklemariam Medhin     | Eritrea      | 13:44.65 |       |
| 16                | Collis Birmingham      | Austràlia    | 13:55.58 |       |

AR Rècord del continent | CR Rècord del campionat | NR Rècord nacional | OR Rècord olímpic | PB/PR Millor marca personal/Rècord personal 
 SB Millor marca personal de la temporada | WL Millor marca mundial de l'any | WR Rècord del món

### Temps intermedis
| Intermedi | Atleta          | Nacionalitat | Temps    |
| --------- | --------------- | ------------ | -------- |
| 1000m     | Kenenisa Bekele | Etiòpia      | 2:54.35  |
| 2000m     | Kenenisa Bekele | Etiòpia      | 5:34.17  |
| 3000m     | Kenenisa Bekele | Etiòpia      | 8:14.63  |
| 4000m     | Kenenisa Bekele | Etiòpia      | 10:52.22 |